# 汤宗舜
汤宗舜（1917年—？），男，汉族，浙江湖州人，中国法学家，曾任国务院参事，中国专利局顾问。